# 贝特勒维尔-圣旺
贝特勒维尔-圣旺（法語：Bertreville-Saint-Ouen，法語發音：[bɛʁtʁəvil sɛ̃t‿wɛ̃]）是法国滨海塞纳省的一个市镇，属于迪耶普区。该市镇于1823年由原市镇贝特勒维尔（Bertreville）和圣旺普朗昂布尔斯（Saint-Ouen-Prend-en-Bourse）合并而成。

## 地理
贝特勒维尔-圣旺（49°48'25"N, 1°3'17"E）面积6.67 平方千米，位于法国诺曼底大区滨海塞纳省，该省份为法国北部沿海省份，其西部及北部濒大西洋英吉利海峡，东起顺时针与索姆省、瓦兹省、厄尔省和卡爾瓦多斯省接壤。
与贝特勒维尔-圣旺接壤的市镇（或旧市镇、城区）包括：欧普加尔、科地区巴克维尔、锡河畔克罗维尔、兰托莱布瓦、马内乌维尔、奥蒙维尔。
贝特勒维尔-圣旺的时区为UTC+01:00、UTC+02:00（夏令时）。

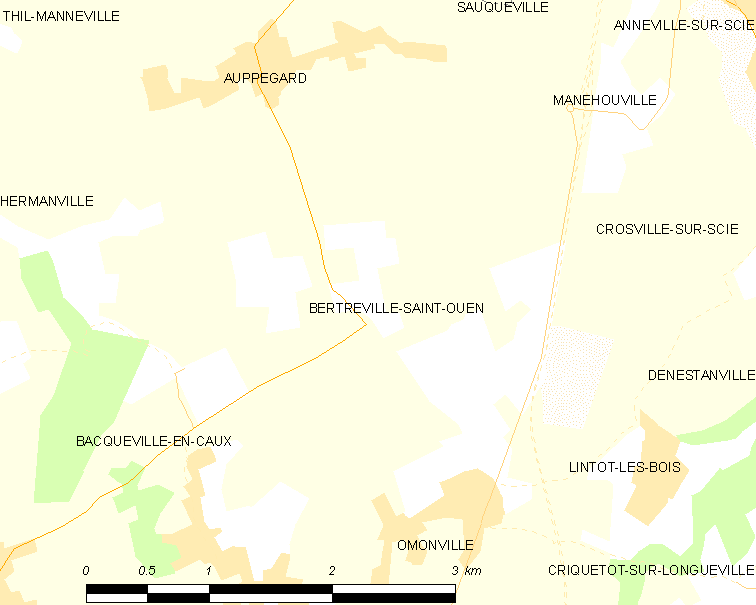
贝特勒维尔-圣旺的OSM定位图

## 行政
贝特勒维尔-圣旺的邮政编码为76590，INSEE市镇编码为76085。

## 政治
贝特勒维尔-圣旺所属的省级选区为吕讷赖县。

## 人口

1962-2008年间贝特勒维尔-圣旺人口变化图示

贝特勒维尔-圣旺于2022年1月1日时的人口数量为339人。